# 馬格達犬牙鱂
馬格達犬牙鱂，為輻鰭魚綱鯉齒目鰕鱂亞目溪鱂科的其中一種，為熱帶淡水魚，分布於南美洲哥倫比亞馬達雷納河流域，體長可達7公分，棲息在底中層水域，生活習性不明，可作為觀賞魚。

## 擴展閱讀
維基物種上的相關：馬格達犬牙鱂